# Slovenska akreditacija
Der Slovenska akreditacija (SA) ist eine slowenische Organisation.
Die Hauptaufgabe des SA besteht in der Akkreditierung von Einrichtungen, die im Bereich Laborprüfungen, -inspektionen, Kalibrierung und Zertifizierung tätig sind. Er orientiert sich dabei an ISO- und EN-Normen.
Die Arbeitsweise des SA wird durch Peer-Review überprüft. Grundlage hierfür sind die multilateralen Anerkennungsabkommen (EA-MLA, IAF-MLA und ILAC-MRA). Der SA ist Mitglied in der Europäischen Kooperation für Akkreditierung (EA).
Der SA ist die slowenische Akkreditierungsstelle gemäß Verordnung (EG) 765/2008. Der Vorstand des SA ist seitdem ein eigenständiges Verwaltungsorgan.
1999 wurde das Akkreditierungsgesetz beschlossen und der SA als öffentliche Einrichtung gegründet.